# 水宁寺镇
水宁寺镇，是中华人民共和国四川省巴中市巴州区下辖的一个乡镇级行政单位。2019年12月，撤销花溪乡，将其所属行政区域划归水宁寺镇管辖。

## 行政区划
水宁寺镇下辖以下地区：
始宁社区、龙台村、印盒村、梭椤村、红栋村、佛龛村、勇山村、天宫村、沙嘴村、枇杷村、凉风村、金银村、凳子垭村、香炉村、龙骨村、三皇村和水宁村。